# Дармштадт (округ)
Адміністративний округ Дармштадт (нім. Darmstadt) — один з п'яти адміністративних округів Гессену. Розташований на південному сході землі. Був утворений 1945 року.
Адміністративним центром округу є місто Дармштадт.

## Адміністративний поділ
Райони:

| Німеччина | Це незавершена стаття з географії Німеччини. Ви можете допомогти проєкту, виправивши або дописавши її. |